# Jeziorki Kosztowskie
Jeziorki Kosztowskie (niem. Schönsee) – wieś w Polsce położona w województwie wielkopolskim, w powiecie pilskim, w gminie Wysoka.
W latach 1975–1998 miejscowość administracyjnie należała do województwa pilskiego.